# John Allen Fraser
Pour les articles homonymes, voir John Fraser et Fraser.
John Allen Fraser, né le 15 décembre 1931 à Yokohama et mort le 7 avril 2024 à Vancouver, est un homme politique canadien de Colombie-Britannique. 
Il est député fédéral progressiste-conservateur de la circonscription britanno-colombienne de Vancouver-Sud de 1972 à 1993. Il sert également comme ministre dans les gouvernements de Joe Clark et de Brian Mulroney, ainsi que président de la Chambre des communes de 1986 à 1993.

## Biographie
Né à Yokohama au Japon, John Allen Fraser revient avec ses parents en Colombie-Britannique alors qu'il est âgé de quatre ans. Il étudie et gradue de la Faculté de droit Peter A. Allard (en) de l'Université de la Colombie-Britannique au printemps 1954.

### Carrière politique
Élu en 1972, John Allen Fraser est réélu en 1974, 1979, 1980, 1984 et en 1988.
Il tente de briguer le poste de chef lors de la course à la chefferie en 1976 (en) à la suite de la démission de Robert Stanfield, mais s'incline en 8e position derrière Joe Clark.
John Allen Fraser devient ministre de l'Environnement dans l'éphémère gouvernement de Joe Clark. Après un passage sur les banquettes de l'opposition, il redevient ministre au poste des Pêches et Océans en 1982. Il est forcé de démissionné en 1985 à la suite du Tunagate (en) où des cannes de thon impropres à la consommation auraient quand même été mises sur le marché sur ordre du ministère.
En 1986, il devient président de la Chambre des communes jusqu'à sa retraite en 1993.
John Allen Fraser meurt le 7 avril 2024 à Vancouver à l'âge de 92 ans,.

## Honneurs
John Allen Fraser est fait officier de l'Ordre du Canada en 1995. En 2002, il reçoit le Vimy Award (en) qui reconnait la défense de la sécurité de la nation et la préservation des valeurs démocratiques,.